# Spirou et les Hommes-bulles (album)
Spirou et les Hommes-bulles est un album de bande dessinée, le dix septième de la série Les Aventures de Spirou et Fantasio. Il contient deux aventures : Spirou et les Hommes-bulles et Les Petits Formats.

## Personnages
- Spirou
- Fantasio
- Spip
- Le marsupilami
- Le comte de Champignac
- John Helena, dit « La Murène »
- Marco
- Herbert d'Oups (première apparition)
- Flashback (première apparition)
- Le docteur Solfatare (première apparition)
- Le maire de Champignac
- Dupilon

## Publications
L'édition originale de l'album date du 25 mars 1965.

## Traductions
- Suédois : Undervattens mysteriet, Carlsen Comics.